# Моспан Антон Юрійович
Анто́н Ю́рійович Моспа́н (24 грудня 1991 — 15 жовтня 2018) — старший солдат Збройних сил України, учасник російсько-української війни.

## Життєпис
Народився 1991 року у місті Умань (Черкаська область). Мешкав у місті Черкаси; займався боксом. У 2009 році закінчив Черкаську школу № 26, згодом — Черкаський професійний автодорожній ліцей.
10 листопада 2015 року призваний на строкову військову службу, курсант 169-го навчального центру «Десна». Коли настав час демобілізації, одразу підписав контракт. Старший солдат, командир бойової машини — командир відділення 8-го гірськоштурмового батальйону 10-ї бригади.
15 жовтня 2018-го удень загинув під час вогневого протистояння поблизу Кримського (Новоайдарський район, Луганська область) — при пересуванні на опорному пункті був смертельно поранений у голову кулею снайпера.
19 жовтня 2018 року похований у Черкасах; у місті оголошено жалобу.
Без Антона лишились батьки і брат.

## Нагороди та вшанування
- Указом Президента України № 149/2019 від 18 квітня 2019 року «за особисту мужність і самовіддані дії, виявлені у захисті державного суверенітету та територіальної цілісності України, зразкового виконання військового обов'язку» — нагороджений орденом «За мужність» III ступеня (посмертно)[1]
- 27 січня 2019 року посмертно нагороджений відзнакою «Почесний громадянин міста Черкаси».
- 27 жовтня 2019 року на фасаді Черкаської школи №26, яку закінчив Антон, було відкрито меморіальну дошку в пам'ять про нього[2].